# كينتين ماهي
كينتين ماهي (بالفرنسية: Kentin Mahé) مواليد 22 مايو 1991 في باريس، هو لاعب كرة يد فرنسي يلعب كجناح أيسر. يلعب حاليا مع نادي فلنسبورغ هاندفيت لكرة اليد ويحمل الرقم 35. مثل منتخب فرنسا لكرة اليد. شارك في دورة الألعاب الأولمبية الصيفية سنة 2016. حقق المركز الأول في بطولة العالم لكرة اليد للرجال 2015.

## سجل المنافسة
شارك في البطولات التالية:
- بطولة العالم لكرة اليد للرجال 2015
- بطولة أوروبا لكرة اليد للرجال 2016
- الألعاب الأولمبية الصيفية 2016

## الميداليات
| الميدالية | المسابقة                           |
| --------- | ---------------------------------- |
| فضية      | الألعاب الأولمبية الصيفية 2016     |
| ذهبية     | بطولة العالم لكرة اليد للرجال 2015 |

## روابط خارجية
- كينتين ماهي على موقع الاتحاد الأوروبي لكرة اليد (الإنجليزية)
- كينتين ماهي على موقع أوليمبيديا (الإنجليزية)
- كينتين ماهي على موقع اللجنة الأولمبية الفرنسية (مؤرشف) (الفرنسية)